# Bellezza, incanto e nostalgia
Bellezza, incanto e nostalgia è un brano musicale della cantante italiana Alessandra Amoroso, pubblicato il 27 giugno 2014 come quarto singolo estratto dall'album Amore puro.

## Il brano
Il brano, scritto e composto da Tiziano Ferro, è un viaggio nella memoria di un vecchio amore, ormai superato, raccontato fra malinconia e rimorsi. Però, il futuro, riesce comunque a rasserenare la cantante.
La canzone rientra maggiormente nel genere pop ma contiene anche delle sfumature soul. L'Amoroso ha dichiarato che questa canzone, grazie al suo sound, le ricorda molto le sue estati in Salento.
La cantante ha presentato in anteprima il brano, durante la finale della tredicesima edizione di Amici di Maria De Filippi.

## Video musicale
Il videoclip, pubblicato in anteprima sul sito di TGcom24 nello stesso giorno della pubblicazione del singolo, e il giorno dopo sul canale Vevo dell'Amoroso, vede come protagonista Alessandra e i suoi amici d'infanzia. Il video è stato girato su una spiaggia salentina. La regia è affidata a Gaetano Morbioli. Il 18 luglio su Real Time è andato in onda il backstage del video.
Il videoclip risulta essere il decimo video musicale più visto su Vevo nel 2014

## Tracce
Testi e musiche di Tiziano Ferro; edizioni musicali Pandar Italia Srl.
1. Bellezza, incanto e nostalgia – 3:59

## Successo commerciale
Il brano, presente dalla sua uscita per tre settimane consecutive nella Top Singoli, raggiunge nel corso della terza, come posizione massima, la 18ª. In precedenza si trovava alla 34ª.
Il brano viene certificato disco d'oro per le oltre 15 000 copie vendute in digitale durante la 52ª settimana del 2014.

## Classifiche
| Classifica (2014) | Posizione massima |
| ----------------- | ----------------- |
| Italia            | 18                |